# Informe Ride
L'Informe Ride és el nom informal de l'informe titulat NASA Leadership and America's Future in Space: A Report to the Administrator (Hegemonia i Futur d'Amèrica a l'Espai). El 1986, un grup especial sota la direcció de Sally Ride va formular una nova estratègia per la NASA. L'informe es va publicar el 1987.
L'Informe Ride proposava quatre iniciatives principals per a estudi i avaluació. Aquestes eren:
1. Missió al Planeta Terra
2. Exploració del Sistema Solar
3. Destacament a la Lluna
4. Humans a Mart

La Missió al Planeta Terra estaria centrat al voltant de l'observació del nostre planeta. Caldrien noves tecnologies per a l'observació, i capacitats de llançament per a òrbites geoestacionàries i polars. La base espacial que es planejava a l'època d'aquest informe, s'anomenava simplement la Base Espacial i era més ambiciosa que l'ISS actual, ja que estaria prou desenvolupada per ensamblar satèl·lits i plataformes en òrbita. Es proposava també un vehicle de trasllat per llançar-los a òrbites geoestacionàries.
En la secció Exploració del Sistema Solar, l'informe assenyala que hi ha també poques missions d'exploració planetàries planejades. Proposa algunes missions noves, com una missió cometària, una missió de Cassini estesa (incloent-hi tres investigacions; una per a l'estudi de l'atmosfera de Saturn, una investigació atmosfèrica de Tità i una per aterrar en Tità) i una missió de retorn de Mart.
La Colonització de la Lluna s'analitzava dins Destacament a la Lluna. S'arribaria a aquest objectiu en tres fases, la primera amb exploració robòtica durant els anys 1990 per trobar un lloc adequat. Durant la segona fase, els astronautes anirien a la Lluna amb un vehicle de trasllat Lunar des de la Base Espacial. Portarien instruments científics i equip i mòduls al Destacament. Durant la tercera fase, el Destacament seria una instal·lació permanent, amb sistemes de suport de vida, i grans prestacions per l'exploració de la lluna. Segons el pla, hi hauria un equip de 30 persones i que funcionaria a la Lluna cap al 2010.
En Humans a Mart l'objectiu ambiciós d'exploració de Mart es proposava tan aviat com pel 2010. Les preparacions per aquestes missions inclouen exploració robòtica de Mart, amb naus marcianes i missions de retorn. La Base Espacial era utilitzada per a l'estudi del cos humà durant estades astronàutiques llargues. La construcció d'un Destacament a Mart podria començar durant els anys 2020.
L'Informe Ride també reconeix els riscs de fer-ho dependre d'un vehicle de llançament senzill - la Llançadora Espacial. Proposa el desenvolupament d'una llançadora de càrrega, com a manera de diversificar la flota.